# Osmitopsis glabra
Osmitopsis glabra là một loài thực vật có hoa trong họ Cúc. Loài này được K.Bremer mô tả khoa học đầu tiên năm 1976.